# Roy Ristie
Roy Ristie (Paramaribo, 22 oktober 1953  – Amsterdam, 3 december 2021) was een Surinaams-Nederlands presentator en politicus. Hij begon als presentator tijdens zijn schooltijd in Suriname en vertegenwoordigde jongeren in het schoolparlement en de door hem opgerichte organisatie Jokomakka. In Nederland werkte hij voor verschillende omroepen en vertegenwoordigde hij daarnaast de Surinaamse gemeenschap in de Bijlmer. Hij was acht jaar raadslid in Amsterdam-Zuidoost voor D66.

## Biografie

### Suriname
Ristie kreeg muziekles sinds hij een jaar of elf was en kon rond zijn achttiende meerdere muziekinstrumenten bespelen. Hij speelde mee in het Surinaams Jeugdorkest. Hij volgde een opleiding op het J.C. Mirandalyceum waarop ook Eddy Assan en Ivan Graanoogst zaten.
Hij was actief in de vertegenwoordiging van jongeren. In 1971 ondertekende hij met twee andere leerlingen een communiqué waarin zij hun beklag deden over het functioneren van het schoolparlement. Met enkele vrienden richtte hij The Surinam Black Student Movement op, dat een kort leven beschoren was. Daarnaast richtte hij de jeugdorganisatie Jokomakka op, waarvan hij ook de voorzitter was, en verder van een clubje dat zich The Original Society noemde. Op 3 juni 1972 werd hij zelf geïnaugureerd als lid van het Semi-Jongerenparlement en trad hij aan als de president ervan. Het parlement liep een paar maanden later gedeeltelijk leeg en werd inactief. In deze jaren werd hij ook lid van het bestuur van de NPS-jongeren.
Daarnaast werkte hij voor Radio Apintie als assistent van het programma Met de gids in de hand. Later stapte hij over naar Rapar en presenteerde hij samen met Roué Hupsel het programma Youth Information. In die tijd traden meer jongeren toe tot Rapar, onder wie Hupsel en Roy Porcornie, en kende de zender een snelle ontwikkeling. Toen hij in februari 1973 verslag deed van rellen in Paramaribo, werd hij door een politieagent toegetakeld met een gummiknuppel en meegenomen naar het politiebureau.
Ristie presenteerde ook tijdens andere gelegenheden, zoals voor NAKS het Nationaal Scholieren Toneelfestival en met Légène Zeefuik op Curaçao de voorstelling waaraan ook de Surinaamse finalisten van het Nationaal Scholen Zangfestival optraden. Verder was hij actief als deejay onder de artiestenaam DJ Roscoe en was hij medeoprichter van Radio Kankantrie.

### Nederland
Als leerling in 1972 nog een uitgesproken nationalist, vertrok hij niettemin in 1977 naar Nederland, twee jaar nadat Suriname onafhankelijk was geworden. Hij woonde sindsdien in de Gliphoeve, een flat in de Bijlmer in Amsterdam die bekend staat om de grote Surinaamse gemeenschap.
Voor de Surinaams-Nederlandse organisatie Crescendo reisde hij in 1979 met artiesten als Ruth Jacott, Max Nijman en de Twinkle Stars naar Suriname om een show te presenteren. In de Bijlmer maakte hij filmpjes en experimenteerde hij met interactieve radio en televisie. Vervolgens werkte hij als voorlichter en programmamaker voor verschillende media, waaronder de NOS, VPRO en Veronica, en als hoofdredacteur/directeur van de Amsterdamse radiozender Faya Lobi, de Antilliaanse omroep RTV7 en zijn eigen bureau Roy Ristie Communicatie.
Daarnaast werd hij actief voor allerlei ideële bewegingen, waaronder als secretaris van de Stichting Communicatie Kankantri (SCK) en voorzitter en oprichter van het Comité 30 juni -1 juli, dat sinds 1993 bezinningsplechtigheden organiseert ter herinnering aan de lotsverbondenheid van de landen die deel uitmaken of hebben gemaakt van het Koninkrijk der Nederlanden. Elk jaar wordt op 30 juni op het Surinameplein in Amsterdam op de Dag van Besef daarom stilgestaan bij het koloniale verleden en bij de afschaffing van de slavernij.
Hij werd in 1997 lid van D66 en was hij van 2010 tot 2018 lid van de Deelraad Amsterdam-Zuidoost, vanaf 2014 Bestuurscommissie geheten, al week hij wel eens van het officiële standpunt van de partij af.  Hij maakte zich tevens als onderdeel van het Manifest van Besef hard voor het opvullen van het AOW-gat voor Surinamers die voor 1975 in Suriname woonden en dus niet op een volledig AOW mochten rekenen.
Hij raakte besmet met COVID-19 (vanwege nierklachten kon hij zich niet laten vaccineren) en werd op 30 november 2021 in het ziekenhuis opgenomen. Daar overleed hij op 3 december. Roy Ristie is 68 jaar oud geworden. Zijn lichaam is overbracht naar Suriname voor zijn begrafenis aldaar.
Als postuum eerbetoon werd het park op het dak van de Gaasperdammertunnel Brasapark genoemd. Deze naam (Brasa is Surinaams voor omhelzing) werd door Ristie bedacht.